# Trifolium grandiflorum
Trifolium grandiflorum — вид квіткових рослин родини бобових (Fabaceae). Рослина середземноморсько-чорноморсько-каспійського регіону. Це однорічна рослина 10–30 см заввишки з 1–3 см суцвіттями й фіолетовими квітковими віночками.

## Біоморфологічна характеристика
Це висхідна однорічна рослина 10–30 см заввишки; стебла і квітконоси притиснуто-запушені. Листочки 8–15 мм, від довгастих до еліптичних. Суцвіття 1–3 см завширшки, 8–20-квіткові. Квітки фіолетові. Чашечка ≈ 5 мм, гола чи зубці війчасті. Віночок 7–9 мм.

## Поширення
Рослина середземноморсько-чорноморсько-каспійського регіону: колишня Югославія, Албанія, Болгарія, Греція [у т. ч. Крит], Італія [у т. ч. Сицилія], пн.-зх. Іран, Ірак, Ліван, Сирія, Туреччина [у т. ч. європейська]. Населяє кам'янисті місця, ліси тощо
В Україні вид росте на сухих схилах, у світлих лісах та рідкісному лісі — на ПБК.